# Abderahim Zhiu
Abderahim Zhiu –en árabe, عبد الرحيم زهيو– (nacido el 26 de septiembre de 1985) es un deportista tunecino que compitió en atletismo adaptado. Ganó seis medallas en los Juegos Paralímpicos de Verano en los años 2008 y 2012.

## Palmarés internacional
| Juegos Paralímpicos | Juegos Paralímpicos   | Juegos Paralímpicos | Juegos Paralímpicos |
| Año                 | Lugar                 | Medalla             | Prueba              |
| ------------------- | --------------------- | ------------------- | ------------------- |
| 2008                | Pekín (China)         | Medalla de oro      | 800 m T12           |
| 2008                | Pekín (China)         | Medalla de plata    | 10 000 m T12        |
| 2012                | Londres (Reino Unido) | Medalla de oro      | 800 m T12           |
| 2012                | Londres (Reino Unido) | Medalla de oro      | 1500 m T13          |
| 2012                | Londres (Reino Unido) | Medalla de plata    | 5000 m T12          |
| 2012                | Londres (Reino Unido) | Medalla de bronce   | Maratón T12         |